# Neoplectops nudibasis
Neoplectops nudibasis är en tvåvingeart som beskrevs av Malloch 1930. Neoplectops nudibasis ingår i släktet Neoplectops och familjen parasitflugor. Inga underarter finns listade i Catalogue of Life.